# Cainsville (Missouri)
Cainsville est une ville du comté de Harrison, dans le Missouri, aux États-Unis,. Située à l'est du comté, elle est incorporée en 1875. 

## Démographie
Lors du recensement de 2010, la ville comptait une population de 290 habitants. Elle est estimée, en 2016, à 278 habitants.

### Source de la traduction
- (en) Cet article est partiellement ou en totalité issu de l’article de Wikipédia en anglais intitulé « Cainsville, Missouri » (voir la liste des auteurs).